# Ma vie pour la tienne
Pour plus de détails, voir Fiche technique et Distribution.
Ma vie pour la tienne (My Sister's Keeper) est un film américain réalisé par Nick Cassavetes, sorti en 2009.

## Synopsis
La vie de Sara et Brian Fitzgerald bascule le jour où ils apprennent que leur fille Kate, âgée de 2 ans, est atteinte de leucémie. Sur les conseils de leur médecin, ils conçoivent un autre enfant, Anna, qu'ils espèrent compatible avec Kate de façon qu'elle puisse lui venir en aide pour des greffes. Sara décide de mettre sa carrière d'avocate en veille et fait tout pour sauver sa fille, négligeant de ce fait son autre fille, Anna, et son fils aîné, Jesse. Mais à l'âge de 11 ans, Anna engage un avocat pour intenter un procès à ses parents, afin de faire cesser les procédures médicales sur sa personne.

## Fiche technique
- Titre : Ma vie pour la tienne
- Titre original : My Sister's Keeper
- Réalisation : Nick Cassavetes
- Scénario : Jeremy Leven et Nick Cassavetes, d'après le roman de Jodi Picoult Ma vie pour la tienne
- Production : Toby Emmerich, Merideth Finn, Stephen Furst, Scott Goldman, Mark Johnson, Mark Kaufman, Chuck Pacheco, Diana Pokorny, Steven Posen, Hillary Sherman, Mendel Tropper
- Distribution : New Line Cinema (États-Unis), Metropolitan FilmExport (France)
- Musique : Aaron Zigman
- Photographie : Caleb Deschanel
- Montage : Jim Flynn et Alan Heim
- Décors : Maggie Martin
- Costumes : Shay Cunliffe
- Pays d'origine : États-Unis
- Format : Couleurs - 2,35:1 - DTS / Dolby Digital / SDDS - 35 mm
- Genre : Drame
- Durée : 109 minutes
- Date de sortie : 
  - États-Unis : 26 juin 2009
  - France : 9 septembre 2009

## Distribution

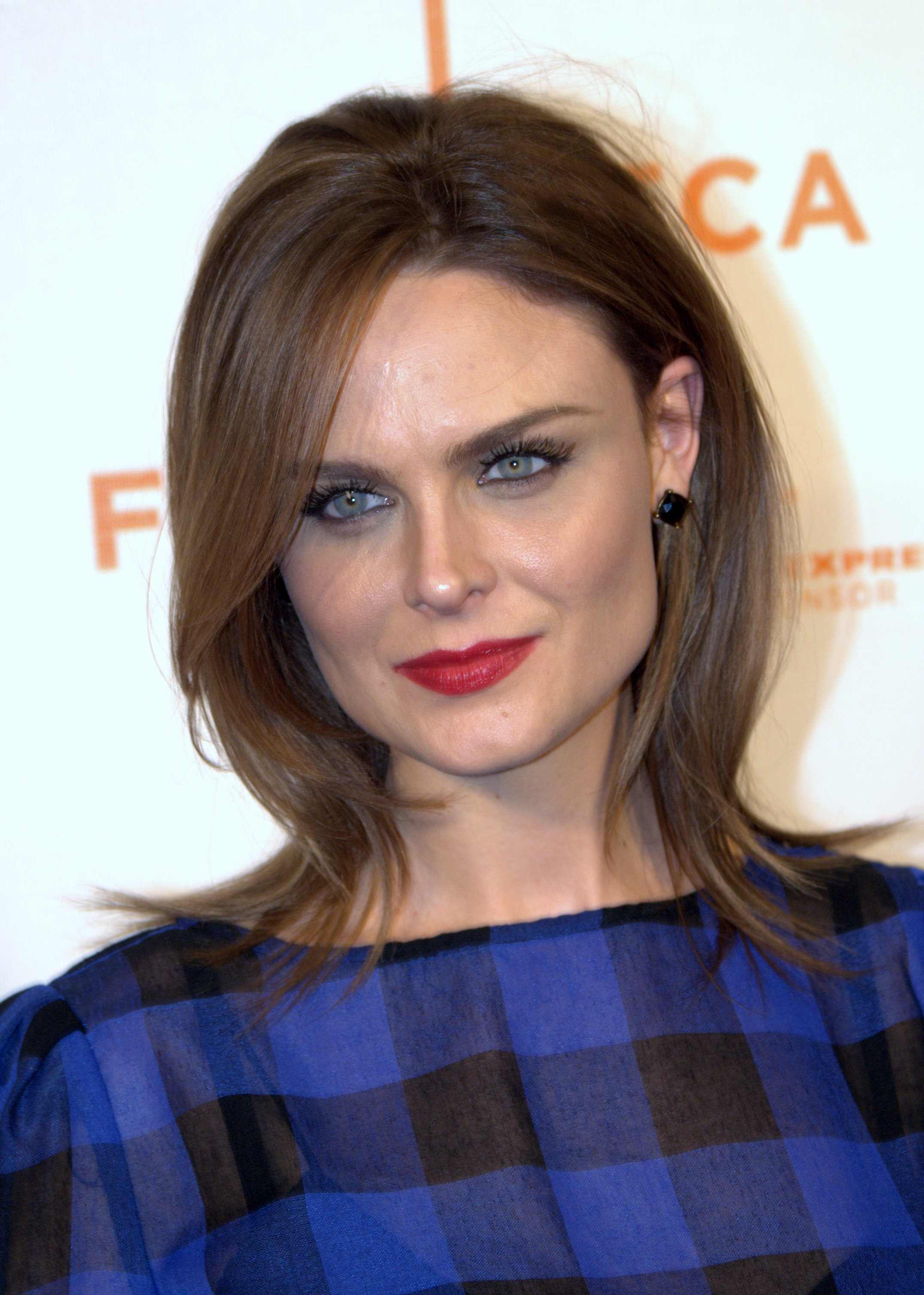
L'actrice Emily Deschanel l'année de sortie du film.

- Abigail Breslin (VF : Florine Orphelin ; VQ : Juliette Mondoux) : Andromeda « Anna » Fitzgerald
- Olivia Jade Fine : Anna Fitzgerald à 6 ans
- Cameron Diaz (VF : Marjorie Frantz ; VQ : Camille Cyr-Desmarais) : Sara Fitzgerald
- Alec Baldwin (VF : Bernard Lanneau ; VQ : Marc Bellier) : Campbell Alexander
- Jason Patric (VF : Renaud Marx ; VQ : Daniel Picard) : Brian Fitzgerald
- Thomas Dekker (VF : Brice Ournac ; VQ : Gabriel Lessard) : Taylor Ambrose
- Heather Wahlquist (VF : Céline Ronté ; VQ : Catherine Proulx-Lemay) : la tante Kelly
- Emily Deschanel (VF : Catherine Hamilty ; VQ : Catherine Hamann) : Dr Farquad
- Joan Cusack (VF : Josiane Pinson ; VF : Élise Bertrand) : le juge De Salvo
- Sofia Vassilieva (VF : Jessica Monceau ; VQ : Catherine Brunet) : Kate Fitzgerald
- Olivia Hancock : Kate Fitzgerald à 2 ans
- Evan Ellingson (VQ : Nicolas Bacon) : Jesse Fitzgerald
- Brennan Bailey : Jesse Fitzgerald à 10 ans
- Paul Butler : Jesse Fitzgerald à 3 ans
- Nicole Marie Lenz : Gloria
- Mark Johnson : oncle Pervis
- Matthew Barry : oncle Tommy
- Noni Tulk-Perna : Ellen
- Frank Cassavetes : Gus
- David Bortolucci : Harry

Source et légende : Version française (VF) sur AlloDoublage, RS Doublage ; Version québécoise (VQ) sur Doublage.qc.ca

## Production

### Choix des interprètes
Normalement les rôles des deux sœurs du film étaient destinés à Dakota Fanning et Elle Fanning, mais Dakota ayant refusé de se raser les cheveux, c'est Sofia et Abigail qui ont obtenu les rôles.

### Lieux de tournage
Le film a été tourné à Los Angeles et dans le Montana, dans le Glacier National Park.

## Analyse
Dans le film sont affrontées des questions d'ordre moral et éthique, telles que :
- est-ce qu'on peut faire naître un enfant pour fournir un stock de nouveaux organes pour une autre personne ?
- est-ce qu'on doit tenir compte de la volonté de l'enfant de subir des opérations invasives et très lourdes pour la récupération de ses organes (un rein) et liquides biologiques (moelle osseuse) ?

Vers la fin du film l’euthanasie est aussi relatée : le souhait d'une jeune malade de mourir en paix et dignement, de choisir sa fin.